# Jürgen Blackmore
Jürgen Richard Blackmore, dit JR Blackmore, né le 7 octobre 1964 à Londres, est un guitariste germano-britannique, membre et cofondateur du groupe Over the Rainbow.
Son père est le célèbre guitariste britannique Ritchie Blackmore, membre fondateur des groupes Deep Purple, Rainbow et Blackmore's Night.

## Biographie
JR est le fils de Ritchie Blackmore et de sa première épouse allemande. Il grandit à Hambourg et commence sa carrière en tant que musicien professionnel avec le groupe Iron Angel (en). 
JR Blackmore a sorti quatre albums qui, outre le plus récent, sont de style rock instrumental. Il y est accompagné par Martin Glaser à la basse, Torsten Roehre aux claviers et Tim Husung à la batterie.
En 2008, JR forme le groupe Over the Rainbow avec d'anciens membres du groupe Rainbow de son père : Joe Lynn Turner au chant, Bobby Rondinelli à la batterie, Greg Smith à la basse et aux chœurs,Tony Carey puis Paul Morris aux claviers. De 2009 à 2010, Over the Rainbow se produit en concerts en Europe, en Amérique du Nord, en Russie et au Japon, reprenant le répertoire de Rainbow, avec JR assurant les parties de guitare jouées à l'origine par Ritchie Blackmore.
Le 27 novembre 2010, dans sa ville d'enfance de Hambourg, il rejoint sur scène le groupe Deep Purple (dans lequel son père a été remplacé par Steve Morse en 1994) pour interpréter son célèbre titre Smoke on the Water.

## Discographie
- Voices (2011)
- Between Darkness & Light (2006)
- Recall The Past (2005) (EP)
- Still Holding On (2005)

## Vie privée
Jürgen est le demi-frère d'Autumn Esmerelda, née le 27 mai 2010 , et de Rory Dartanyan, né le 27 février 2012 , enfants de Ritchie Blackmore et de sa quatrième épouse Candice Night.